# Young Heart
Young Heart è il quarto album in studio della cantante gallese Birdy, pubblicato il 30 aprile 2021.

## Background
Negli anni che hanno fatto seguito alla pubblicazione dell'album del 2016 Beautiful Lies, Birdy ha affrontato la fine di una relazione sentimentale in seguito alla quale ha deciso di ritirarsi per tre mesi in India per poi recarsi in California alla ricerca di ispirazione musicale. Durante tale periodo, Birdy ha ascoltato in maniera preponderante la musica di Etta James e Nina Simone alla ricerca di supporto emotivo. Queste esperienze hanno portato alla creazione del progetto, che l'artista stessa definisce un "breakup album", mettendo dunque fine a un periodo di blocco autoriale verificatosi nel periodo immediatamente successivo alla pubblicazione del precedente album.
La prima canzone scritta appositamente per il progetto è stata la title track, tuttavia il brano Loneliness è stato recuperato dai brani creati durante la sessione di scrittura relativa all'album precedente. L'artista ha preferito che tale album fosse più minimale rispetto a Beautiful Lies, eliminando qualsiasi elemento non essenziale dalla produzione. L'album è stato registrato interamente nella città di Nashville appena prima che la pandemia di COVID-19 avesse inizio; la sua pubblicazione è stata posticipata al 2021 proprio in relazione alla suddetta pandemia. Nel corso del 2020, Birdy ha dunque apportato delle leggere modifiche all'album lavorando presso la propria abitazione.

## Pubblicazione
L'album è stato pubblicato il 30 aprile 2021 in diversi formati: CD, cassetta, vinile, digitale. Il vinile è stato fabbricato con plastica riciclata e confezionato con carta riciclata.

## Tracce
1. The Witching Hour – Intro – 0:49
2. Voyager – 4:26
3. Loneliness – 3:22
4. The Otherside – 3:26
5. Surrender – 3:54
6. Nobody Knows Me Like You Do – 4:57
7. River Song – 3:45
8. Second Hand News – 4:08
9. Deepest Lonely – 3:52
10. Lighthouse – 3:33
11. Chopin Waltz in A Minor – 0:45
12. Evergreen – 3:32
13. Little Blue – 3:03
14. Celestial Dancers – 5:19
15. New Moon – 3:32
16. Young Heart – 5:58